# Kočoson
Kočoson (korejsky hangul: 조선, hanča: 朝鮮), též Starý Čoson, v anglickém přepisu Gojoseon, korejsky 고조선, byl první, polomýtický stát na Korejském poloostrově. Nacházel se na severu poloostrova (a v oblastech Liao-si a Liao-tung na území dnešní Číny), takže v 2. polovině 20. století se stal významným pro národní mýtus Severní Koreje. Zakladatelský mýtus zaznamenaný v knize Samguk Jusa (1281) říká, že Kočoson byl založen v roce 2333 př. n. l. Tangunem, který se narodil ze spojení syna Nebeského vládce a medvědice, která se po požití pelyňku změnila v ženu. Rok 2333 př. n. l. pak byl za dynastie Korjo (od 14. století) užíván jako výchozí datum korejského letopočtu. V Jižní Koreji tento kalendář platil až do roku 1962. Kočoson byl v roce 108 př. n. l. dobyt čínskou dynastií Chan.